# 1984年羅傑尼希教生物恐怖攻擊
1984年罗杰尼希教生物恐怖攻击（1984 Rajneeshee bioterror attack）是一场发生在美国俄勒冈州沃斯科县达尔斯的生物恐怖袭击，罗杰尼希教（奧修教）领导小组蓄意向当地十家餐馆投放鼠伤寒沙门氏菌，目的是令当地选民无法投票，以便该组织候选人能在1984年沃斯科县选举中胜出。事件导致751人食物中毒，其中45人需入院治疗，但無人丧生。这是美国历史上的第一次，也是最大规模的一次生物恐怖攻击。這也是自1945年以来，经过确认仅有的两次恐怖分子使用生物武器危害人类的事件之一。
罗杰尼希的追随者早前已取得了沃斯科县小镇安蒂洛普的政治控制权，他们以附近的奥修庄园城为基地，希望能在1984年11月的选举中赢得沃斯科县巡回法院的两到三个席位。达尔斯市不但是沃斯科县的县城，而且也是人口最多的城市。由于担心未能获得足够选票，奥修庄园城的官员决定毒害达尔斯市的选民，他们起初把鼠伤寒沙门氏菌混在水杯裡向两名县委员下毒，然后再大范围地在当地餐馆的沙拉吧和沙拉酱中投放。
俄勒冈州公共卫生部和美国疾病控制与预防中心进行的初步调查没有排除蓄意污染的可能性，但实际的污染源头是在一年后才发现的。1985年2月28日，该州民主党联邦众议员詹姆斯·H·韦弗在联邦众议院发表演说，“指控罗杰尼希教向八家餐馆的沙拉吧配料中喷灑培植的沙门氏菌”。在1985年9月的一次记者招待会上，罗杰尼希本人指控自己的多名支持者涉嫌包括这次恐怖攻击在内的多起犯罪事件，其中还包括1985年一场刺杀联邦检察官但已经流产的计划，请求州和联邦政府展开调查。俄勒冈州总检察长大卫·B·弗朗麦尔成立了一个由俄勒冈州州警和联邦调查局等多个部门组成的跨机构工作组，获得搜查令和传票后对奥修庄园城展开搜查，在一間医学实验室内发现了与达尔斯居民感染提取样本相符的細菌。最终两名奥修庄园城的主要官员被起诉，他们在最低设防级别的联邦监狱中服刑29个月后获释。

## 策划

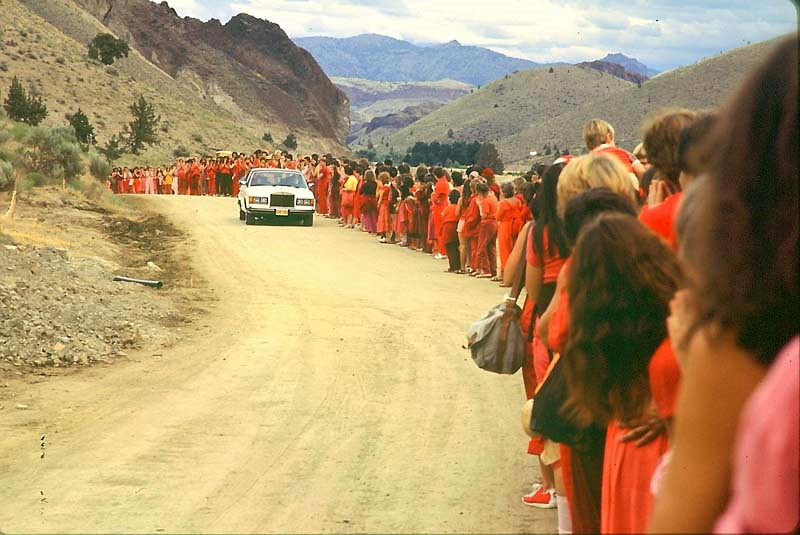
罗杰尼希坐在自己豪华的劳斯莱斯中，向正处于弃绝期的追随者打招呼，这是他在奥修庄园城的日常公事，照片摄于1982年。

自1981年開始，成千上万的罗杰尼希追随者搬到沃斯科县乡下的“大泥泞农场”（Big Muddy Ranch），在这里建立起奥修庄园城。他们很快获得了附近人口仅有75的小镇安蒂洛普的政治控制权，并将之更名为“罗杰尼希”（Rajneesh）。这些信徒起初与当地居民相处友好，但由于当地人对其公社的扩张反应冷淡，关系很快转朝负面发展。申请奥修庄园城的建设许可证遭拒后，社区领导人决定通过影响1984年11月的县选举来获得该县其他地区的政治控制权。他们的目标是赢得沃斯科县巡回法院两到三个席位和县警长的职位。为了左右这场选举，他们启动了一个“共享家园”（Share-a-Home）方案，把成千上万无家可归的人运到奥修庄园城，以求大幅增加支持该组织候选人的选民数量。但是，沃斯科县通过强制要求所有新选民在登记时证明自己的选民资格，使奥修庄园城的计划流產。
社区的领导人于是密謀使居住在达尔斯的选民无法參與投票，以左右沃斯科县的选举结果。约有12人参与了获取生物制剂的密谋，至少11人涉及了事件策划。参与奥修庄园城医学实验室开发的人应该不超过四人，不过并不一定所有人都知道自己的工作将会用于什么样的目标。至少有八人参与了实际投毒。这场攻击的主要策划者包括罗杰尼希的首席副官兼私人秘书玛·阿南德·席拉和罗杰尼希医药公司财务部长黛安·伊冯娜·奥南（Diane Yvonne Onang），其中后者是个执业护士。沙门氏菌是从华盛顿州西雅图的一家医疗用品公司购买的，然后在社区内的实验室加以培养。对餐馆沙拉吧进行投毒被认为只是一次“试验性操作”，该组织还曾试图将病原体释放到达尔斯的供水系统中。如果这一企图成功，该组织还计划在更接近选举日时故伎重演。第二部分的计划从未付诸实行，因为公社在确认“共享家园”计划将因新人不能投票而失效后决定抵制这场选举。

## 下毒

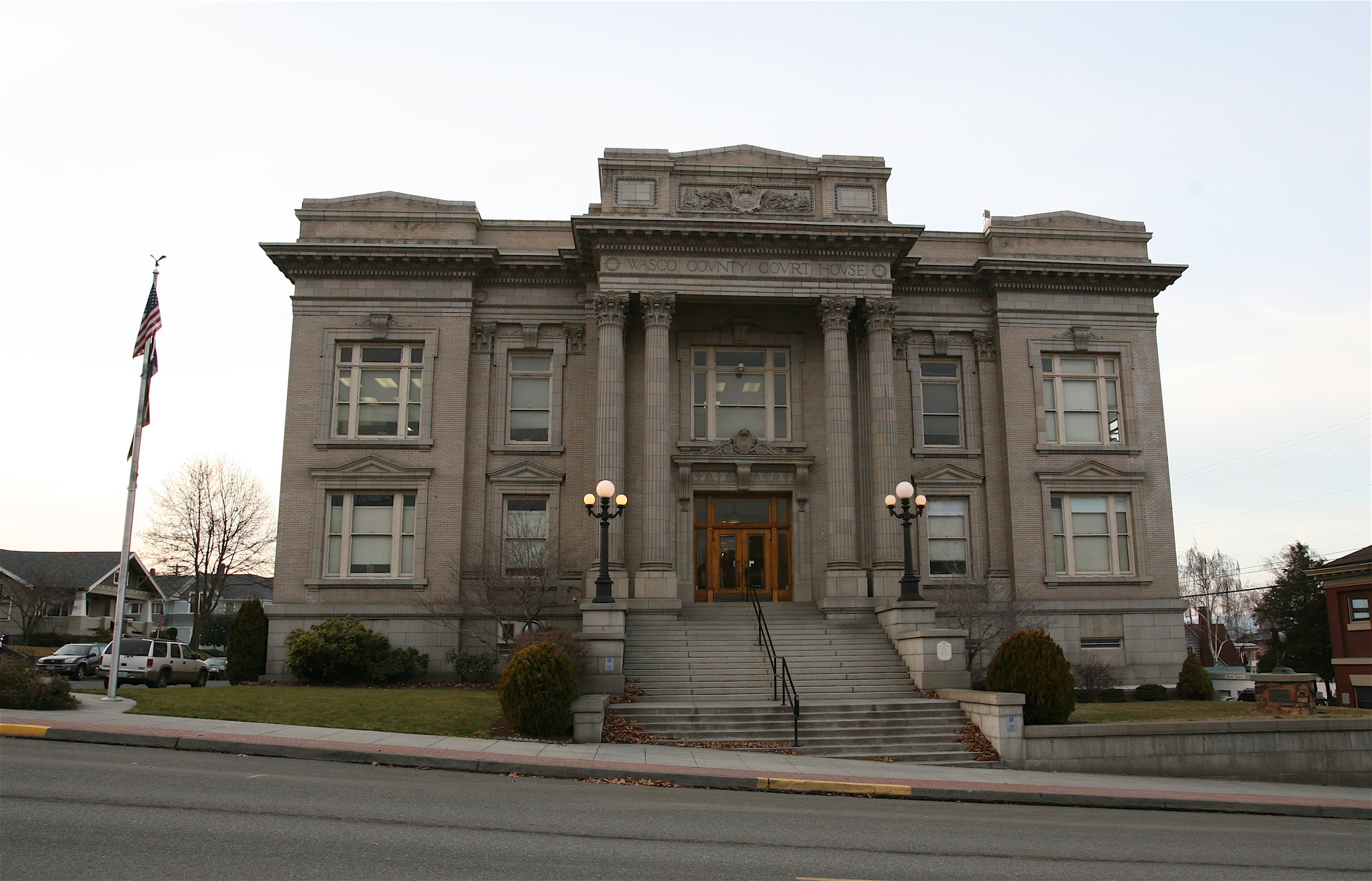
肇事者用沙门氏菌污染了沃斯科县法院。

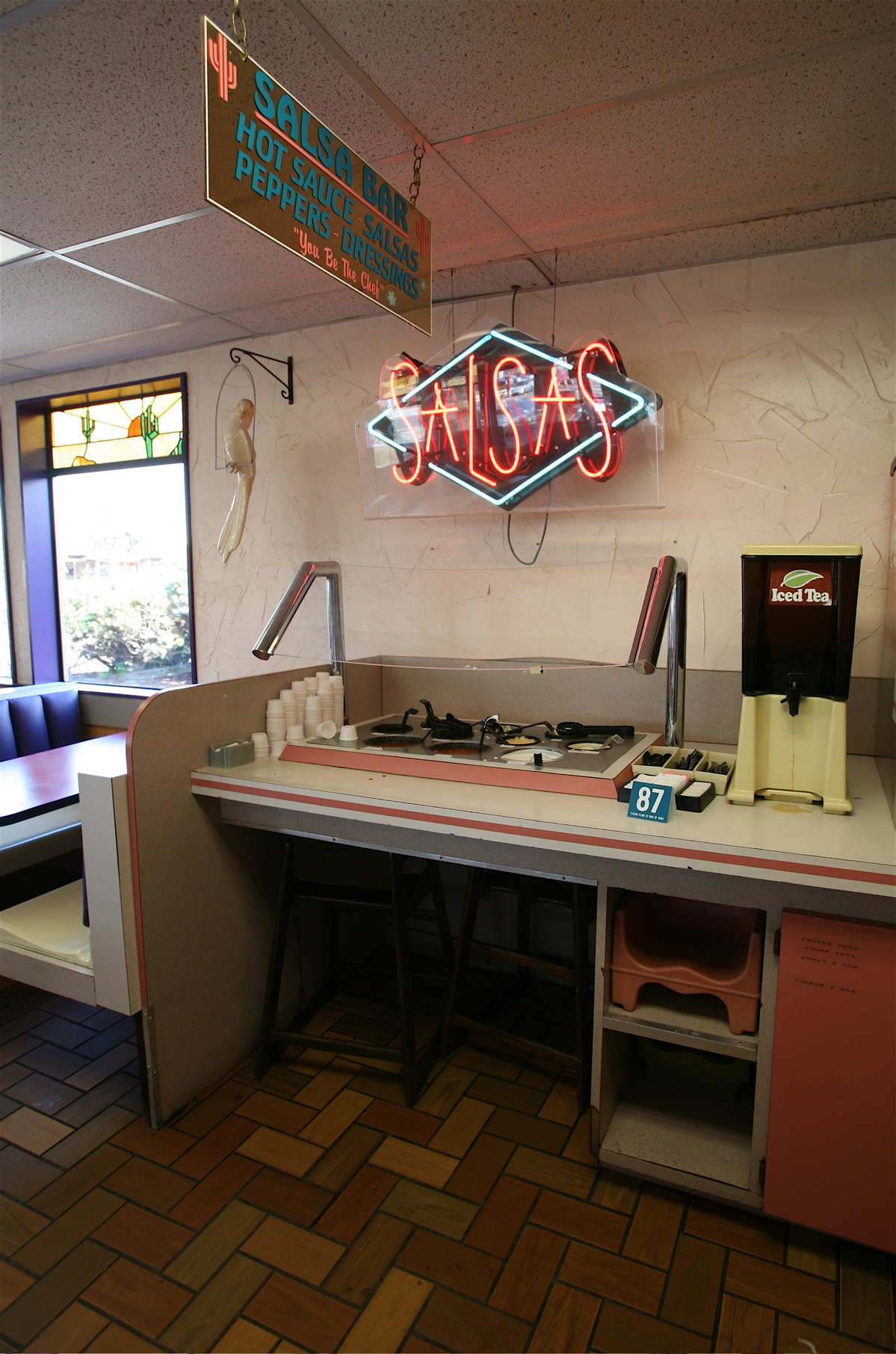
达尔斯一家餐馆的萨尔萨辣酱吧台。

1984年8月29日，两名沃斯科县委员访问奥修庄园城，接待人员在他们飲用的食水中加入沙门氏菌，导致两人中毒，其中一人需要住院治疗。随后，席拉一组的成员把沙门氏菌散布到杂货店以及县法院的门把手和小便器的手柄上，但这没有达到他们预期的效果。1984年9月至10月，他们在当地十家餐馆投放沙门氏菌，共计751人受感染，當中45人需要住院治疗，不过所有人都成功脱险。
该组织使用的主要投毒方法是由一位成员将一袋含有沙门氏菌的淡棕色液体偷偷带进餐馆，然后要么将其喷灑到沙拉吧的食品上，要么将之倒入沙拉酱。肇事者把这种液体称为萨尔萨辣酱。截止1984年9月24日，已有超过150人感到严重不适。到了9月底，当地出現751宗急性肠胃炎個案，实验结果显示所有受害者都感染了鼠伤寒沙门氏菌。发病症状包括腹泻、发烧、发冷、恶心、呕吐、头痛、腹痛和便血。受害者的年龄中最小的是从母亲处传染到病菌的出生仅两天的婴儿，起初医生诊断其存活率只有5%；最大的则已是87岁高龄。
当地居民怀疑罗杰尼希的追随者是投毒事件的幕后主腦，并成群结队地在选举日当天前往投票，防止该组织赢得任何县级公职，从而挫败了这場恐怖主义阴谋。罗杰尼希教的候选人最终退出了1984年11月的选举。整个公社的7,000名教众中仅有239人參與投票。这场疫情给当地餐饮业造成数十万美元的损失，卫生部门关闭了受影响区域的沙拉吧。一些居民由于担心会有进一步的攻击而不敢独自出门。一位居民表示：“人们都很害怕，都吓坏了。他们不敢出门，不敢单独外出，人们都成了囚犯（把自己关在家里）。”

## 调查
多个不同部门派出官员和调查人员前往达尔斯，对爆發疫情的原因展开调查。当时的俄勒冈州公共卫生实验室主任迈克尔·斯基尔斯博士（Dr. Michael Skeels）表示，事件引发如此大规模的公共卫生调查是因为，“这是美国1984年出现的最大一起食品相关疫情。”调查确定致病病菌为鼠伤寒沙门氏菌，其结论认为疫情爆发是由於餐馆工作人员的个人卫生情况太差，因为这些工作人员在大多数顾客生病前自己就已经病倒了。
俄勒冈州民主党联邦众议员詹姆斯·H·韦弗認為官方结论还不足以充分解释疫情，因此继续进行调查。他联系了美国疾病控制与预防中心和其他机构的医师，促请他们对罗杰尼希教进行调查。据刘易斯·F·卡特（Lewis F. Carter）所著《奥修庄园城的魅力和操控》（Charisma and Control in Rajneeshpuram）中的说法，许多人都把韦弗的担忧视为一种偏执，或是对罗杰尼希教存在典型的偏见。1985年2月28日，韦弗在联邦众议院发表演说，“指控罗杰尼希教向八家餐馆的沙拉吧配料中喷灑培值的沙门氏菌”。事件之后的发展证明了韦弗的论断，他提出的虽然都是间接证据，但理据充分，调查人员几个月后对奥修庄园城进行调查所发现的证据充分证实了他对罗杰尼希教的看法。
1985年9月16日，因自我孤立而沉寂四年的巴关·希瑞·罗杰尼希本人出现在追随者的公社，并召开了多场记者招待会，声称席拉和包括奥南在内的共计20位公社领袖在上个周末离开奥修庄园城前往欧洲。他还表示，自己在这20人离开后从其他教众处得知，席拉等人犯下了一系列的严重罪行。罗杰尼希称席拉等人为“法西斯主义黑帮”，称他们还曾试图毒害自己的医生和女伴，以及杰佛逊县的地区检察官，甚至向达西斯的供水系统投毒。他还补充道，自己相信这伙人已经向一位县委员和法官威廉·赫尔斯（William Hulse）下过毒，并且他们有可能一手导致了达尔斯的疫情爆发，并邀请州和联邦政府前来奥修庄园城展开调查。外界人士起初对他的说法抱持怀疑态度。
俄勒冈州总检察长大卫··弗朗麦尔成立了一个由沃斯科县警长办公室、俄勒冈州州警、联邦调查局、美国移民及归化局以及国民警卫队组成的跨机构工作组来到农场，并在农场设立总部，对罗杰尼斯的指控进行调查。为避免证据被销毁，工作组取得了搜查令和传票，50位调查人员于1985年10月2日进入农场。斯基尔斯博士在奥修庄园城医疗诊所的实验室发现了含有沙门氏菌的玻璃瓶。经美国疾病控制与预防中心位于亚特兰大的实验室分析后证实，罗杰尼希实验室的细菌样本和在当地餐馆就餐后患病的个人所感染的细菌完全一致。这次调查还发现罗杰尼希教在1984和1985年先后进行过多次毒药、化学品和细菌的实验。斯基尔斯博士描绘自己在罗杰尼斯实验室看到的情景就像是“一个用于大批量生产微生物的细菌学冷冻机”。调查人员还发现了一本《无政府主义者食谱》（The Anarchist Cookbook），该书上介绍了炸药和军用生化武器的制造和使用。调查者认为，该组织之前已在俄勒冈州的塞勒姆和波特兰等多个城市发动过类似袭击。之后被捕的策划者在证词中宣称，他们曾攻击过一家疗养院以及中哥伦比亚医疗中心的一个沙拉吧，但这些没有在法庭上得以证实。执法人员还发现罗杰尼希教曾于1985年试图谋杀俄勒冈州前联邦检查官查尔斯·H·特纳（Charles H. Turner），但这一密谋最终没有实施。

## 起诉

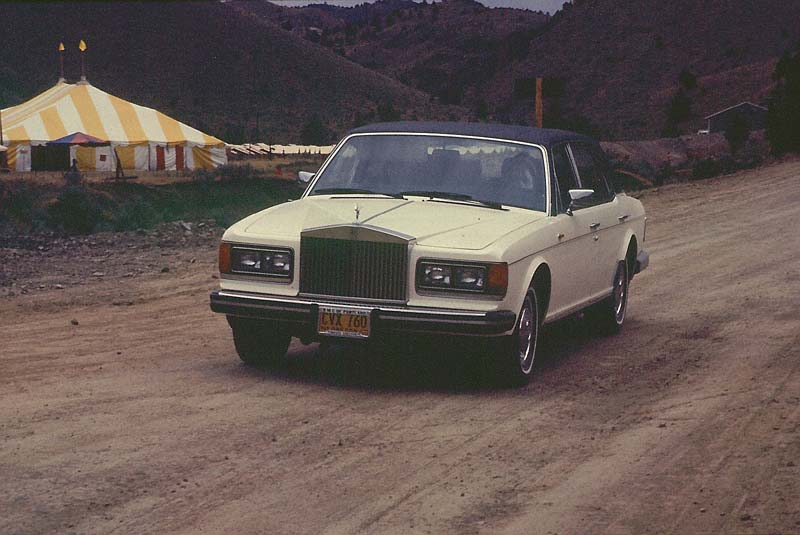
罗杰尼希开着自己的其中一辆劳斯莱斯（摄于1982年）。席拉声称罗杰尼希也参与了密谋，但这从未得到证实。

奥修庄园城市长大卫·贝瑞·克纳普（David Berry Knapp）主动与执法部门合作，将自己所知道的沙门氏菌攻击细节告知联邦调查局。他声称席拉“曾与罗杰尼希讨论过通过让居民生病来减少达尔斯投票选民数量的阴谋。席拉说（罗杰尼希）表示最好是不要伤害到他人，但要是只死少数几个人的话倒不用担心”。不过根据朱迪思·米勒所著的《细菌：生物武器和美国的秘密战争》（Germs: Biological Weapons and America's Secret War）一书中记载，这些话是席拉所说的。克纳普的证词中还表示，席拉向对她说法表示怀疑的人播放了一卷磁带，其中有罗杰尼希的声音说道：“如果有必要做这些事情来维护（我的）愿景，那就去做吧，”以此说明在罗杰尼希的名义下，谋杀也是可以接受的，告诉那些心有疑虑者“不用担心”少数人的死，不过这卷磁带中的声音很沉闷，并不清晰。调查还发现一份日期为1984年9月25日，来自美国典型培养物保藏中心的微生物发票，显示奥修庄园城的实验室定购了一批鼠伤寒沙门氏菌，这种细菌可以导致威胁性命的伤寒。
根据1994年刊登在《宗教社会学》（Sociology of Religion）期刊上的一份研究结果，“大多数门徒表示他们相信（罗杰尼希）对玛·阿南德·席拉的非法活动是知情的”。记者弗朗西丝·菲茨杰拉德（Frances FitzGerald）在《山上的城市》中写道，大部分罗杰尼希的追随者“相信（他）不会，也无法同意使用暴力手段去对付他人”，并且几乎所有教众都觉得这一罪行是席拉的责任，並相信罗杰尼希对此一无所知。W·赛斯·卡鲁斯在文章中写道：“我们没有任何办法来确知（罗杰尼希）对实际决策到底有什么程度的了解。他的追随者相信他参与了席拉做出的每一个重要决策，但这些指控从未得到证实。”罗杰尼希本人坚称，席拉是他在自我孤立期间唯一的信息来源，她利用自己的位置把“一个法西斯国家”强加到公社之上。不过他也承认，自己的沉寂正是席拉达到目的的关键因素。
1985年10月27日，罗杰尼希乘飞机离开俄勒冈州，但在北卡罗莱纳州的夏洛特降落時就被拘捕，并受到35项蓄意违反移民法的指控。他在其中两项对移民局官员作出虚假陈述的指控上认罪，这也是他辩诉交易协议的一部分。法院判决他十年缓刑、40万美元罚金，并将他驱逐出境，今后五年内不得进入美国。他一直都没有受到与这次沙门氏菌投毒事件相关的罪名指控。
1985年10月28日，席拉和奥南在西德被捕。经过一段时间的磋商，两人于1986年2月6日被引渡回美国，并在波特兰受到拘捕。指控他们的罪名包括：企图谋杀罗杰尼希的私人医生；一级攻击：毒害法官威廉·赫尔斯；二级攻击：毒害达尔斯市政委员雷蒙德·马修斯（Raymond Matthews）；以及非法入境、窃听和在达尔斯投毒。联邦检察官办公室处理涉及十家餐馆投毒案件的起诉，而俄勒冈州总检察长办公室则起诉对马修斯和赫尔斯的毒害案。
1986年7月22日，两位被告决定启用阿尔福德条款，对沙门氏菌投毒和其他指控采取有罪辩诉，以求获得从轻处罚。她们罪名的刑期范围从3年到20年不等，可以同时服刑。席拉因企图谋杀罗杰尼希的私人医生而获刑20年，毒害法官威廉·赫尔斯的一级攻击罪再获刑20年，毒害达尔斯市政委员雷蒙德·马修斯的二级攻击罪获刑10年，因在沙门氏菌投毒中扮演的角色获刑4年半，窃听阴谋再获刑4年半，还有移民欺诈被判5年缓刑；奥南则分别因上述前四宗罪名获刑15年、15年、7年半，4年半，还因窃听阴谋被判3年缓刑。之后两人都在最低设防级别的联邦监狱中服刑29个月后因表现良好而提前获释。席拉遭驱逐出境，前往瑞士经营两家疗养院。

## 余波
《俄勒冈人报》（The Oregonian）从1985年6月开始连续刊登了20期针对罗杰尼希及其组织的报道，因此就包括对这起沙门氏菌投毒事件的调查。随着之后的追踪调查，《俄勒冈人报》发现，他们的其中一位调查记者莱斯利·L·再兹（Leslie L. Zaitz）已经在席拉团体前十暗杀名单中名列第三位。当时的俄勒冈州总检察长大卫·B·弗朗麦尔这样评价该团体：“罗杰尼希教犯下了一系列美国历史上最令人发指的罪行……最大规模的单一婚姻欺诈事件，最庞大的窃听方案，以及最大范围的集体投毒。”回想此事，斯基尔斯表示：“这件事情让我们失去了自己的纯真……我们真的学会要变得更加多疑……第一起针对美国社会的大规模生物攻击不是由什么偷渡到纽约的外国恐怖分子发起，而是由美国社会中的合法居民启动。下一次可能会有更加致命的药剂……我们在公共卫生领域真的还没有准备好面对这一切。”
米尔顿·莱滕贝格尔（Milton Leitenberg）在自己2005年的著作《评估生物武器和生物恐怖主义威胁》（Assessing the Biological Weapons and Bioterrorism Threat）中指出，“显然，还没有其他任何已知的‘恐怖主义’组织成功培养了任何病原体”。联邦和州的调查人员要求《美国医学会杂志》在之后12年以内都不要披露此次事件的细节信息，以防这些内容引发模仿犯罪，《美国医学会杂志》同意了这一要求。之后没有出现同类的攻击事件或恶作剧，对事件和调查过程的详细描述于1997年发表在《美国医学会杂志》上。1999年，美国疾病控制与预防中心在《新发传染病》（Emerging Infectious Diseases）上发表了一篇实证分析文章，其中说明了生物恐怖主义关联的六个激励因素，分别是：领袖魅力，没有外来选区的干扰，世界末日意识形态，单独或分裂的团体，以及侵略性质的防卫方式。根据这篇文章中的看法，“罗杰尼希邪教”满足除“世界末日意识”外的所有激励因素。《邪教，宗教与暴力》（Cults, Religion and Violence）一书的分析对领袖魅力的看法表示异议，指出在这起事件以及其他的一些案例中，都是组织的副手在引发暴力行为上发挥了举足轻重的作用。作者认为，与人格魅力相比，社会关系往往是更具决定性的要素，即使是有一位很有魅力的领袖，要产生这样的结果，通常也需要有更为复杂的社会关系土壤。

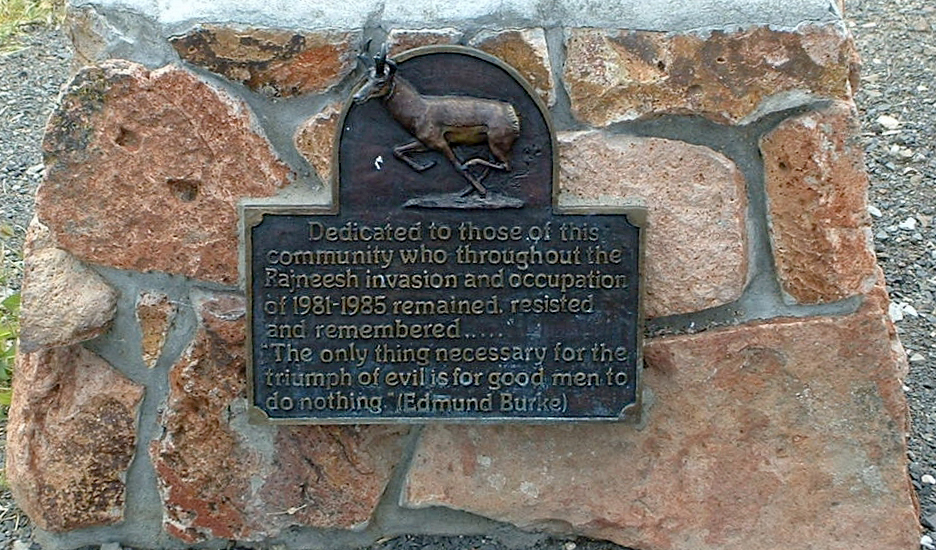
安蒂洛普邮局的一块旨在纪念当地居民抵抗“罗杰尼希入侵”的牌匾。

2001年美国炭疽攻击事件发生后，媒体重新审视了1984年的这起事件。2001年，朱迪思·米勒的著作《细菌：生物武器和美国的秘密战争》中包含有对事件的分析和详细描述，也让这一事件重新回到新闻之中加以讨论。达尔斯的居民表示，他们对生物恐怖主义恐怖会在美国发生的原因已经有所了解。这起事件导致了社区的恐慌，给地方经济造成了十分不力的影响。所有受到影响的餐馆中只有一家没有倒闭。2005年，俄勒冈州土地委员会同意将沃斯科县包括奥修庄园城在内的1.9平方公里土地卖给来自科罗拉多州的青年团体“年轻生命”（Young Life）。2005年2月18日，法庭频道播出了一期针对这起事件的《法医档案》（Forensic Files）节目，标题为《‘生物攻击’——俄勒冈州邪教投毒》（Bio-Attack' – Oregon Cult Poisonings）。媒体上还对这起沙门氏菌疫情与美国移民及归化局有关的联系进行了探讨。
《新发传染病：趋势和问题》（Emerging Infectious Diseases: Trends and Issues）将1984年罗杰尼希教生物恐怖袭击与奥姆真理教试图使用炭疽和其它药剂发动恐怖袭击作为例证，证明并非只有获得外国支持的团体才拥有执行生物恐怖活动所需要的资源。根据《致命的文化：1945年以来的生物武器》记载，自1945年以来仅有两次经过确认的恐怖分子使用生物武器危害人类的事件，罗杰尼希教的这次投毒就是其中之一。这也是美国历史上规模最大的一次生物恐怖攻击。作家约瑟夫··麦卡恩（Joseph T. McCann）在自己2006年著作《美国土壤上的恐怖主义：从著名到遗忘的阴谋和肇事者简史》（Terrorism on American Soil: A Concise History of Plots and Perpetrators from the Famous to the Forgotten）中的〈影响选举：美国首次现代生物恐怖袭击〉（Influencing An Election: America's First Modern Bioterrorist Attack）章节，对这次事件做出了这样的总结：“无论从哪个角度来看，这起由邪教组织成员实施的沙门氏菌投毒事件都是一起大规模的生物恐怖主义攻击，幸运的是，他们没有达到自己的最终目标，并且也没有任何人因此丧生。”

## 扩展阅读
- 羅傑尼希生物恐怖攻擊事件（页面存档备份，存于）
- 坐擁93輛勞斯萊斯、把濫交當成信仰，卻迷倒一票知識份子！全美「最具爭議邪教」驚人內幕（页面存档备份，存于）
- 每分鐘都有人高潮　紀錄片拍攝美國「性愛村」　靈修讓性交突破界線（页面存档备份，存于）
- Bernett, Brian C.  (PDF). United States Navy. 2006-12: 13–35: "The Rajneeshee Cult Biological Attacks"  [2009-03-26]. （原始内容 (PDF)存档于2009-03-26）.
- Carter, Lewis F.; Ernest Q. Campbell, contributor. . Cambridge University Press. 1990: 202-257. ISBN 0-521-38554-7.
- Carus, W. Seth.  (PDF). The Minerva Group, Inc. 2002: 50–55  [2014-02-19]. ISBN 1-4101-0023-5. （原始内容存档 (PDF)于2013-10-29）.
- Entis, Phyllis. . Blackwell Publishing. 2007: 244–246: "Salad Days in The Dalles". ISBN 1-55581-417-4.
- FitzGerald, Frances. . Simon & Schuster. 1987. ISBN 0-671-55209-0.
- Garrett, Laurie. . New York: Hyperion. 2000: 540-541, 544. ISBN 0-7868-8440-1.
- McCann, Joseph T. . Sentient Publications. 2006: 151–158 – "Influencing An Election: America's First Modern Bioterrorist Attack". ISBN 1-59181-049-3.
- Miller, Judith; Broad, William; Engelberg, Stephen. . Simon & Schuster. 2002-09-17: 1–34: "The Attack". ISBN 0-684-87159-9.
- Thompson, Christopher M.  (PDF). United States Navy. 2006-12: 17–30: "The Rajneeshee Cult"  [2009-03-26]. （原始内容 (PDF)存档于2009-03-26）.
- Tucker, Jonathan B. (Ed.); Seth W. Carus (section). . MIT Press. 2000: 115–138. ISBN 0-262-70071-9.
- Weaver, James.  (PDF). Congressional Record (Washington, D.C.: United States Government Printing Office). 1985-02-28, 131 (3-4): 4185–4189, 99th United States Congress, 1st Session  [2008-10-29]. （原始内容 (PDF)存档于2008-10-29）.
- Ayers, Shirley. . Emergency Film Group.   [2012-04-29]. （原始内容存档于2012-04-29）.
- Oregon State Archives. . Oregon Historical County Records Guide.   [2014-02-19]. （原始内容存档于2013-11-03）.
- Oregon State Archives. . Oregon Blue Book. 2007  [2014-02-19]. （原始内容存档于2013-07-19）.
- Oregon State Department of Human Services. . OREGON.gov.   [2010-05-27]. （原始内容存档于2010-05-27）.
- U.S. Immigration and Customs Enforcement. . ICE. 2006-09-25  [2007-07-19]. （原始内容存档于2007-07-19）.
- WBUR. . NPR.   [2010-12-03]. （原始内容存档于2010-12-03）.